# Oskarżenia o oszustwa w sezonie 1994 Formuły 1
W sezonie 1994 Formuły 1 pojawiło się kilka podejrzeń i oskarżeń o popełnianie oszustw przez różne zespoły, w szczególności Benettona (zespół był podejrzany między innymi o stosowanie niedozwolonego systemu kontroli trakcji czy nielegalnego oprogramowania, co nie zostało jednak udowodnione przez Fédération Internationale de l’Automobile), a także Ferrari i McLarena.
Podejrzenia o oszustwa pojawiły się już na początku sezonu 1994, kiedy to Ayrton Senna powiedział, że samochody Benettona są niezgodne z regulaminem. Po śmierci Senny oraz Ratzenbergera podczas Grand Prix San Marino wprowadzono kilka zmian w budowie samochodów, by jazda nimi była bezpieczniejsza. Podejrzenia o oszustwa wznowiły się w połowie sezonu, kiedy to podczas Grand Prix Niemiec Benetton Josa Verstappena stanął w płomieniach podczas tankowania. Po śledztwie przeprowadzonym na zlecenie FIA przez producenta urządzeń do tankowania, Intertechnique, ustalono, że Benetton usunął z rury doprowadzającej paliwo siatkowy filtr, co zwiększało tempo tankowania z 12 do 14 litrów na sekundę.
Wiele kontrowersji wzbudzały też manewry kierowcy Benettona, Michaela Schumachera, szczególnie podczas Grand Prix Wielkiej Brytanii (Niemiec nie zastosował się w regulaminowym czasie do kary stop & go za wyprzedzenie Damona Hilla podczas okrążenia rozgrzewkowego) oraz podczas ostatniego wyścigu sezonu Grand Prix Australii, który decydował o tytule mistrza świata (Schumacher popełnił błąd w jednym zakrętów wpadając w bandę, gdy Niemiec próbował wrócić na tor przyblokował próbującego go wyprzedzić Brytyjczyka a następnie wbił się w bok jego bolidu, w wyniku czego obaj zawodnicy odpadli z rywalizacji i mistrzem świata Formuły 1 został Schumacher).
Ostatecznie zespół Benetton nie został mimo sugestii zdyskwalifikowany; nie udowodniono wszystkich oszustw, a na zespół nałożono łączną karę pieniężną w wysokości 600 000 dolarów amerykańskich oraz zakazano Schumacherowi startu w dwóch wyścigach. Nie ukarano również zespołów McLaren (który podejrzewano o stosowanie automatycznych skrzyń biegów) oraz Ferrari (zespół ten był podejrzany o stosowanie systemu kontroli trakcji).

## Tło
Zmiany w regulaminie na sezon 1994 zostały ogłoszone podczas Grand Prix Kanady 1993. Ogłoszono, iż od sezonu 1994 zespoły nie będą mogły stosować niektórych "pomocy", takich jak aktywne zawieszenia, ABS, kontrola trakcji, automatyczna skrzynia biegów, sterowany mechanizm różnicowy, zdalnie sterowane urządzenia elektroniczne (urządzenia takie umożliwiały szybką zmianę właściwości trakcyjnych samochodu podczas wyścigu), regulamin nakazywał również dwukrotnie tankowanie podczas wyścigu. Uważano bowiem, że wszystkie te udogodnienia pomagały, a czasem i wyręczały kierowcę w różnych obowiązkach, a po ich wycofaniu najważniejsze podczas wyścigu będą umiejętności kierowcy. Niektórym podobały się zmiany polegające na wycofaniu kontroli trakcji, i tak na przykład Ayrton Senna powiedział, że nie lubi sytuacji, w których "komputery jadą za niego", a prezydent FIA, Max Mosley, stwierdził, że system kontroli trakcji mógłby się stać "bardzo niebezpieczny i nieprzewidywalny". Kwestionowano także legalność aktywnych zawieszeń. Niektórzy uważali, że zmiany te miały na celu między innymi ograniczyć dominację zespołu Williams, który wypracował sobie przewagę w sezonach 1992 i 1993 również dzięki stosowaniu różnego rodzaju pomocy. Zabroniono zespołom również korzystania z rozwijanego, aczkolwiek niewprowadzonego jeszcze systemu CVT, chociaż powszechnie wiedziano, że Williams przeznaczył wiele pieniędzy na badanie wpływu tego systemu na zachowanie samochodu. Williams ogłosił, że uważa wprowadzone przez FIA zmiany za "godne pożałowania", ironicznie pytając, czy tytuł Nigela Mansella z 1992 roku jest nadal uznany za obowiązujący. Po raz pierwszy od sezonu 1983 zespoły mogły dotankowywać samochody podczas wyścigu, przez co załoga pracująca podczas pit stopu musiała być wyposażona w ognioodporne kombinezony. Zmiany te zostały podyktowana głównie celem uatrakcyjnienia wyścigu, jako że oglądalność Formuły 1 w roku 1993 była niższa niż w 1992. Uważano, iż zmiany wpłyną na korzyść zespołu Ferrari, jako że zespół ten sprzeciwiał się stosowaniu pomocy elektronicznych, a także faktem, iż silniki V12 stosowane jedynie przez Ferrari zużywały więcej paliwa niż silniki typu V8 i V10 używane przez rywali, tak więc dotankowywanie samochodu podczas wyścigu będzie dla tego zespołu korzystne.

## Wstępne oskarżenia

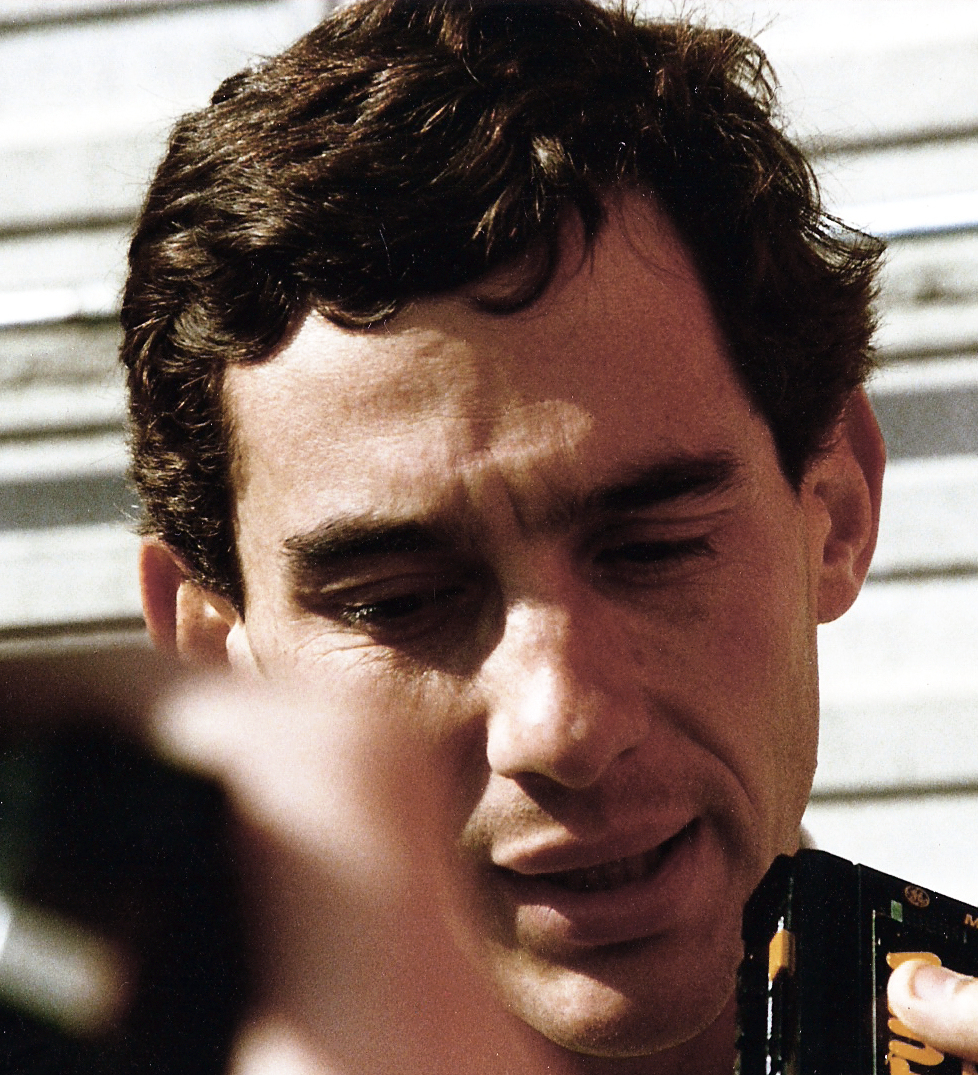
Ayrton Senna (zdjęcie wykonane w 1989 roku)

Podejrzenia o oszustwa pojawiły się już podczas pierwszego wyścigu sezonu – o Grand Prix Brazylii. Na 21 okrążeniu do boksów zjechali jednocześnie lider – Ayrton Senna, jak i jadący za nim Michael Schumacher. Pit stop Schumachera trwał znacznie krócej niż pit stop Senny, dzięki czemu Schumacher po wyjeździe z boksów został liderem. Ostatecznie Niemiec wygrał ten wyścig, a Senna nie dojechał do mety. Bardzo szybko pit stop Schumachera wzbudził podejrzenia, iż zespół Benetton stosuje niedozwolone systemy.
Podczas weekendu, w którym odbywało się Grand Prix Pacyfiku, kierowca Ferrari, Nicola Larini, przyznał, iż zespół podczas wolnego treningu stosował zakazany system kontroli trakcji. Później Larini i jego zespół zaprzeczyli tym plotkom. "Wyznania" Lariniego spowodowały dyskusje na temat tego, czy niektóre zespoły nie stosują czasem niedozwolonych pomocy. Podczas wyścigu na skutek kolizji na pierwszym okrążeniu z kierowcą McLarena, Miką Häkkinenem, z rywalizacji odpadł Ayrton Senna. Zamiast wrócić do swojego zespołu, Senna cały wyścig stał na poboczu. Wyjaśnił później, że robił to w celu przysłuchiwania się, czy jakiś zespół stosuje niedozwolony system kontroli trakcji. Po wyścigu powiedział on, że taki system stosuje zespół Benetton, a ich samochód jest niezgodny z regulaminem.

## Zmiany w regulaminie i ich następstwa

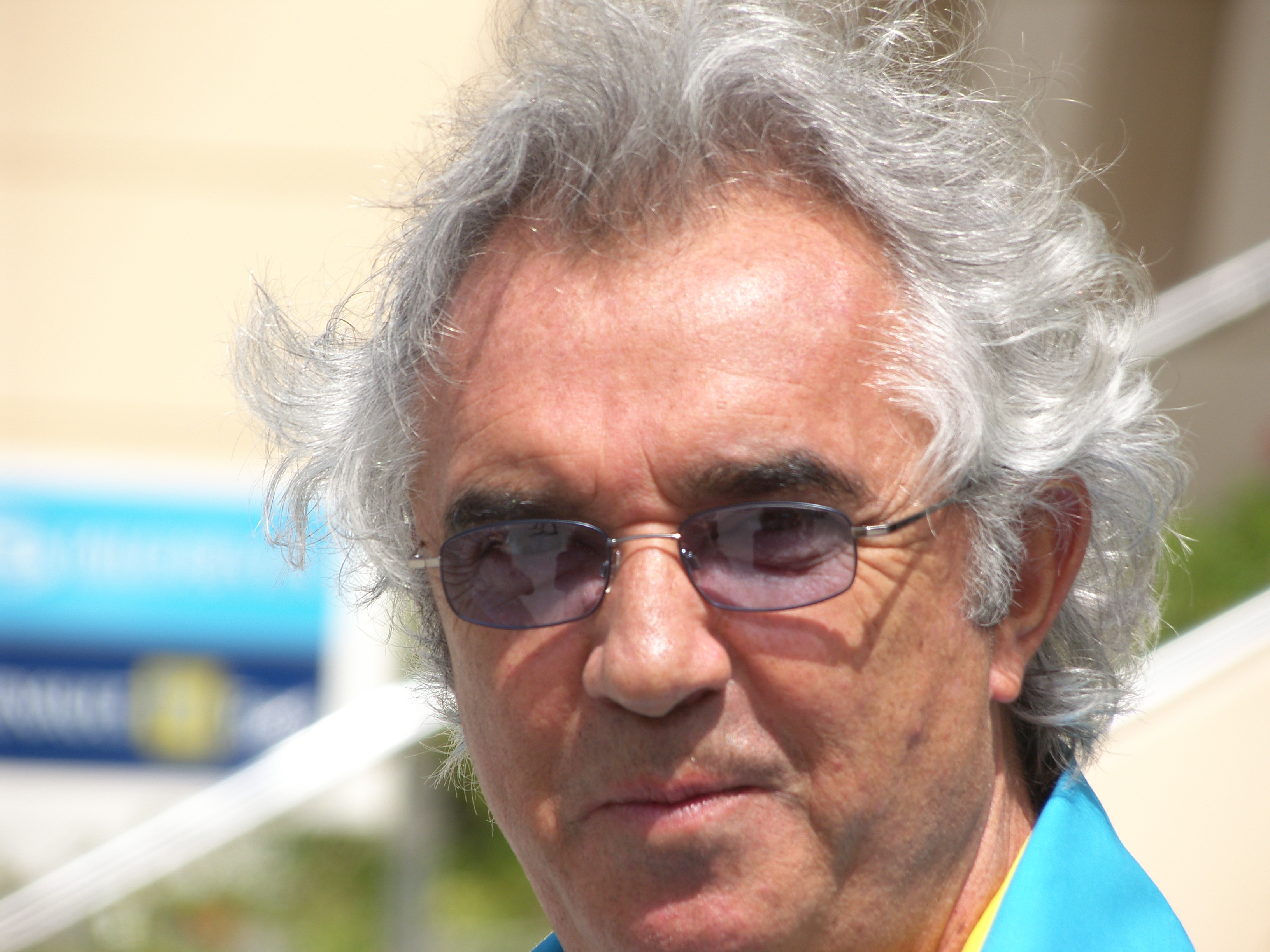
Flavio Briatore (zdjęcie wykonane w 2006 roku)

Podczas Grand Prix San Marino śmiertelne wypadki mieli Ayrton Senna oraz Roland Ratzenberger. Po wyścigu FIA poprosiła trzy pierwsze zespoły w wyścigu (Benettona, Ferrari i McLarena) o przekazanie kopii ich systemów zarządzających silnikiem, by przekonać się, czy nie znajdują się tam informacje na temat kontroli trakcji. McLaren przekazał taką kopię natychmiastowo, ale Benetton nie zrobił tego w ciągu trzech tygodni – trzy tygodnie był to czas wystarczający, aby takie informacje usunąć.
Podczas Grand Prix Monako ogłoszono kilka zmian w regulaminie, które miały na celu zwiększenie bezpieczeństwa w Formule 1. Usunięto dyfuzor, aby samochody wchodziły wolniej w zakręty. Pomiędzy Grand Prix Monako i Grand Prix Hiszpanii pozwolono zespołom przetestować wpływ tych zmian na zachowanie ich samochodów. Samochodom Willamsa raz (w Jerez), a Ligiera dwa razy urwało się mocowanie spojlera. Najcięższy wypadek podczas tych testów miał jednak Pedro Lamy. Na torze Silverstone, przed zakrętem Bridge, jego Lotusowi urwał się tylny spojler. Lamy z prędkością 270 km/h wyleciał z toru, przeskoczył siatkę otaczającą tor i rozbił się na podziemnym przejściu dla widzów. Na skutek tego wypadku Lamy trafił do szpitala. W tygodniu, w którym miało odbyć się Grand Prix Hiszpanii, szef Benettona, Flavio Briatore, skrytykował FIA, oskarżając Maksa Mosleya o podejmowanie "nieprzemyślanych, nagłych decyzji" i oświadczając, że niektóre komponenty samochodu Benetton B194 mogą nie być przedmiotem kontroli jakości. W liście przesłanym do Mosleya 25 maja Briatore napisał:

Ściganie się nastąpi na odpowiedzialność ich i FIA. Teraz, kiedy zespoły miały okazję przetestować i ocenić zmiany regulaminowe z Barcelony, stało się widoczne, że są poważne problemy. Stabilność i zwartość samochodów pogorszyła się. Może to potwierdzić większość zespołów i ich kierowcy. Może i została zmniejszona szybkość wchodzenia samochodów w zakręty, ale za to zwiększyło się prawdopodobieństwo wypadku. Kilka zespołów doświadczyło uszkodzeń strukturalnych, które są spowodowane zmianami w regulaminie. [...] Mimo tych obaw nadal upiera się pan przy tych nieprzemyślanych środkach. W naszej opinii zdolności pana i pańskich doradców co do oceny spraw technicznych i bezpieczeństwa muszą zostać zakwestionowane.

Zespoły: Benetton, Williams, McLaren, Lotus, Ligier, Footwork, Jordan, Simtek i Pacific spotkały się w motorhomie Williamsa, aby omówić regulacje techniczne. Kolejne zmiany regulaminowe zostały wprowadzone podczas Grand Prix Kanady i Niemiec. Zmieniono typ paliwa na podobny do stosowanego w samochodach drogowych (nieco zmniejszający moc silnika), nakazano także zespołom umieszczać drewnianą deskę pod podwoziem, która miała wyeliminować nadmierne obniżenie zawieszenia, a co za tym idzie, zwiększyć przyczepność.

## Wznowione oskarżenia
Znakomitym startem podczas wyścigu o Grand Prix Francji popisał się Michael Schumacher – startując z trzeciej pozycji, jeszcze przed pierwszym zakrętem wyprzedził Damona Hilla i Nigela Mansella. Spowodowało to podejrzenia, że zespół albo stosuje system kontroli trakcji (podczas komentowania wyścigu dla Eurosportu David Coulthard powiedział, że start Schumachera przypominał mu starty kierowców w sezonie 1993, kiedy to system ten był dozwolony), albo system launch control.

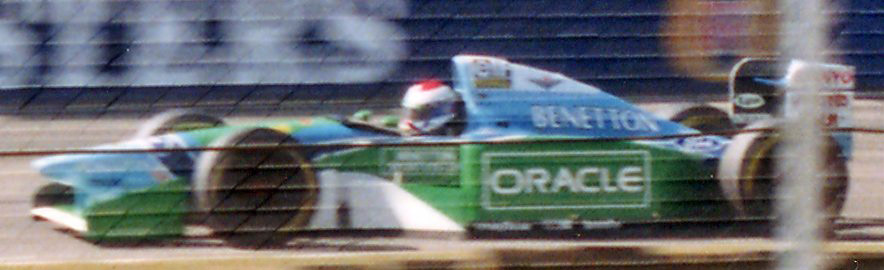
Benetton B194

Ustalono później, że zespół Benetton stosował system launch control, wykorzystujący pełnię możliwości układu napędowego i pozwalający na całkowicie zautomatyzowany start; informację o stosowaniu tego systemu przez zespół jako pierwszy przekazał w rozmowie telefonicznej z fińskim kolegą JJ Lehto. Początkowo zespół odmówił przekazania wyznaczonej przez FIA specjalistycznej firmie LDRA swoich kodów komputerowych, na co nałożono na niego grzywnę w wysokości 100 000 dolarów amerykańskich. Ostatecznie, po zbadaniu kodów, LDRA ustaliła, że znajdują się w nich ukryte instrukcje umożliwiające samoczynne sterowanie sprzęgłem, obrotami silnika i zmianą biegów. Firma ta ustaliła również, w jaki sposób można było aktywować system: albo przez wywołanie menu programów, zjechanie na sam dół (poniżej ostatniej opcji), najechanie kursorem na – wydawałoby się – puste miejsce, i wciśnięcie odpowiedniego klawisza, albo z pozycji kierowcy za pomocą sekwencji komend wprowadzanych za pomocą pedałów i dźwigienek biegów. Benetton oświadczył, iż wprawdzie takie instrukcje znajdują się w oprogramowaniu, ale zespół nigdy z nich nie korzystał, a ich usunięcie jest zbyt kosztowne. Ostatecznie zespół z powodu braku dowodów na stosowanie systemu nie został ukarany.
Podczas okrążenia rozgrzewkowego do Grand Prix Wielkiej Brytanii Schumacher wyprzedził Hilla, co było zakazane (Niemiec oświadczył, że nie wiedział o takim przepisie). Na skutek tego manewru o 14:27 (27 minut po wydarzeniu) ukarano go pięciosekundową karą stop & go. Mimo to Schumacher nie zastosował się do niej, na skutek czego pokazano mu czarną flagę, ale Schumacher dalej jechał w wyścigu, podczas gdy szef Benettona, Flavio Briatore, oraz dyrektor techniczny tego zespołu, Tom Walkinshaw, udali się do dyrektora wyścigu, Rolanda Bruynseraede'a, informując go o tym, iż zespół nie został wcześniej poinformowany o karze. Ostatecznie Schumacher zjechał na karę na 27 okrążeniu, a wyścig ukończył na drugim miejscu.
Po Grand Prix Wielkiej Brytanii za złamanie regulacji sportowych nałożono na zespół oraz na Schumachera karę w wysokości 25 000 dolarów amerykańskich; FIA ogłosiła także, iż przeprowadzi śledztwo dotyczące wydarzeń podczas wyścigu. Menadżer zespołu Benetton, Joan Villadelprat, ogłosił, że faktem jest, że zespół popełnił błąd podczas wyścigu, ale błąd taki popełnili również stewardzi, jako że nie poinformowali Schumachera o karze w ciągu regulaminowych 15 minut, a dopiero po 27 minutach od popełnienia zabronionego czynu.
26 lipca za wydarzenia podczas Grand Prix Wielkiej Brytanii FIA zarządziła, co następuje:
1. Na zespół zostaje nałożona kara w wysokości 600 000 dolarów, z czego 500 000 za złamanie regulaminu podczas Grand Prix Wielkiej Brytanii, a 100 000 za nieprzekazanie kodów firmie LDRA;
2. Michael Schumacher jest zdyskwalifikowany na dwa wyścigi – Grand Prix Niemiec i Grand Prix Węgier;
3. Nie znaleziono bezpośrednich dowodów, iż zespół Benetton stosował systemy launch oraz traction control, więc mimo sugestii[7] zespół nie zostanie zdyskwalifikowany do końca sezonu. FIA jednocześnie potwierdziła, że takimi systemami zespół Benetton jednak istotnie mógł dysponować[1][2][3][7][9].

Zespół Benetton postanowił odwołać się od decyzji zawieszenia. W oświadczeniu prasowym napisano:

Zarówno Michael Schumacher jak i zespół Benetton Formula uważają, że kary nałożone na nich były bardzo surowe. Obie strony są zgodne co do tego, by odwołać się od decyzji Międzynarodowego Sądu Sportowego FIA do odpowiednich władz, by Michael Schumacher mógł wziąć udział w nadchodzącym Grand Prix Niemiec 1994. Ta decyzja została podjęta z powodu zmartwień Michaela Schumachera i zespołu Benetton Formula, że nieobecność Michaela podczas jego domowego Grand Prix byłaby niesprawiedliwą karą i rozczarowała wszystkich niemieckich fanów, którzy długo oczekiwali na to wydarzenie. Michael Schumacher i zespół Benetton Formula mają nadzieję, że ta apelacja spowoduje złagodzenie kary. Obecnie ich priorytetem jest przygotować się na zwycięski występ podczas tego weekendu.

Ostatecznie wydano zgodę na udział niemieckiego kierowcy w Grand Prix Niemiec i Węgier, ale zabroniono mu startu w Grand Prix Włoch i Portugalii. Na te wyścigi Schumachera zastąpił JJ Lehto.
Grand Prix Niemiec przyniosło kolejne podejrzenia o oszustwa Benettona. Podczas pit stopu Josowi Verstappenowi zapalił się samochód, jednak nikomu nic poważnego się nie stało. Producent urządzeń do tankowania, firma Intertechnique, przeprowadziła na zlecenie FIA śledztwo, z którego wynikało, że pożar spowodowany był wypłynięciem paliwa z rury. Paliwo to wypłynęło, gdyż nie zamknął się zawór, gdyż został zablokowany przez jakieś ciało obce, które dostało się do rury, gdyż mechanicy Benettona usunęli siatkowy filtr, dzięki czemu zwiększono szybkość tankowania z 12 do 14 litrów na sekundę. Zespół Benetton utrzymywał, iż na usunięcie filtra uzyskał ustną zgodę jednego z sędziów (który temu zaprzeczył); następnie zespół oświadczył, iż ustna zgoda pochodziła od przedstawiciela firmy Intertechnique, ale firma ta wydała oświadczenie prasowe, w który napisała, że zespół Benetton nie składał prośby o usunięcie filtra, a nawet jeśli taka sytuacja miałaby miejsce, to firma nie wydałaby zgody. Benetton oświadczył następnie, że urządzenia Intertechnique były uszkodzone. Wezwano również zespół na zebranie Światowej Rady Sportów Motorowych, które miało odbyć się 19 października.
Grand Prix Belgii przyniosło kolejny skandal z udziałem zespołu Benetton. Zwycięzcą tego wyścigu został Michael Schumacher, ale podczas badania technicznego po wyścigu okazało się, że deska umieszczona pod podwoziem ma nieregulaminową grubość – regulamin nakazywał, by deska taka miała grubość 10 mm z tolerancją ± 1 mm, podczas gdy grubość deski Benettona Schumachera wynosiła 7,4 mm. Zespół Benetton złożył odwołanie, tłumacząc się, że deska ta zmniejszyła swoją grubość na skutek otarcia o krawężnik. FIA wyznaczyła termin spotkania na 5 października.
Na skutek skandali związanych z Benettonem pojawiły się plotki, iż Schumacher opuści ten zespół przed końcem sezonu. Benetton stanowczo zaprzeczył tym pogłoskom.
W nocy przed zaplanowanym na 5 października spotkaniem FIA została poinformowana przez zespół Larrousse (który kupował od Benettona skrzynie biegów), że w maju firma Intertechnique poinformowała zespoły, że mogą usunąć filtr. W związku z tym podczas zebrania FIA ustaliła, że Benetton, usuwając filtr, nie miał zamiaru oszukiwać, ale usunięcie tegoż filtra mogło przyczynić się do przewagi zespołu; ponadto zespół nie uzyskał na to zgody od firmy Intertechnique. Ostatecznie zespół Benetton uniknął kary za wydarzenia podczas Grand Prix Niemiec, ale dyskwalifikacja z Grand Prix Belgii została utrzymana w mocy, bowiem na podstawie powtórek telewizyjnych udowodniono, że samochód Schumachera nie otarł się podwoziem o krawężnik. Benetton wydał oświadczenie prasowe następującej treści:

Zespół Formuły 1 Mild Seven Benetton Ford jest bardzo zadowolony z rezultatów dzisiejszego spotkania w Paryżu, które oczyściło go [Benettona – przyp.] z wszelkich zarzutów o oszustwa. Wprawdzie zespół nie był w stanie przekonać Światowej Radym iż deska zmniejszyła swą grubość na skutek otarcia, ale był rozradowany faktem, iż FIA pewnie podtrzymywała opinię, że zespół nie próbował oszukiwać.

Zespół został także kompletnie oczyszczony z oskarżeń o nielegalne usunięcie filtra paliwa. To powinno położyć kres bezpodstawnym plotkom w prasie, że ten fakt spowodował pożar podczas Grand Prix Niemiec. Przed spotkaniem FIA przyznała, że nie było żadnych podejrzeń o to, że usunięcie filtra paliwa spowodowało pożar. W uzasadnieniu decyzji Światowej Rady prezydent [Max Mosley – przyp.]  utrzymywał, że jednomyślnie ustalili oni, że filtr został usunięty w dobrej wierze i że nie ma podstaw do nałożenia na zespół jakiejkolwiek kary.

Na tym samym spotkaniu oświadczono, że możliwe jest, iż zespół McLaren stosował w sezonie 1994 automatyczne skrzynie biegów, co mogło mieć miejsce między innymi podczas Grand Prix San Marino. Początek tym podejrzeniom dała wypowiedź Philippe'a Alliota. Na początku sezonu był on kierowcą testowym McLarena, ale później przeszedł do Larrousse'a i oświadczył, że samochody tego zespołu nie prowadzą się tak łatwo jak samochody McLarena. W samochodach McLarena znaleziono system, który naruszał regulamin, potencjalnie mogąc automatycznie zmieniać biegi. System ten został jednak w porę usunięty, a na zespół McLaren nie nałożono kary.
Do ostatniego wyścigu sezonu, Grand Prix Australii, Schumacher przystępował z przewagą jednego punktu nad Damonem Hillem (w stosunku 92:91). W trakcie wyścigu prowadzenie objął Schumacher. Na 36 okrążeniu Schumacher pojechał zbyt szeroko, w związku z czym Hill spróbował go wyprzedzić po wewnętrznej, ale Niemiec przyblokował go tak niefortunnie, że spowodował wypadek. Schumacher odpadł z wyścigu natychmiast, a Hill na tym samym okrążeniu z powodu uszkodzonego zawieszenia.
Schumacher przez wielu był oskarżany o celowe wyeliminowanie Hilla, ale FIA uznała inaczej. Tytuł przyznano Schumacherowi, który później ciągle twierdził, że była to niezamierzona kolizja. Podobnie twierdził przyjaciel Hilla, komentator Formuły 1, Murray Walker, Patrick Head natomiast uważał zachowanie Schumachera za zamierzone, ale jak stwierdził, mimo pewności, że w 1994 Schumacher był "winny gry faul", zespół Williams nie składał odwołania, gdyż ciągle przeżywał śmierć Ayrtona Senny. Dzięki tytułowi w 1994 roku Schumacher został ówcześnie drugim najmłodszym mistrzem świata Formuły 1.